# Johann Christoph Haus
Johann Christoph Haus (getauft 28. Januar 1652 in Stein AG; † 12. September 1725 in Arlesheim) war ein Schweizer römisch-katholischer Geistlicher und Weihbischof in Basel.

## Leben
Er war der Sohn von Johann Jakob Haus, Gastwirt in Stein, und dessen Ehefrau Margaretha Schnebelin. Sein jüngerer Bruder Johann Baptist Haus war ebenfalls Weihbischof in Basel. Johann Christoph Haus studierte von 1669 bis 1673 in Freiburg im Breisgau und 1673 bis 1675 am Collegium Urbanum in Rom, wo er zum Dr. theol. promoviert wurde. Er wurde Apostolischer Protonotar und empfing am 16. Februar 1676 die Priesterweihe. Von 1683 bis 1685 amtierte er als Offizial der Diözese Basel. Von 1703 bis 1716 war er Generalvikar des Bistums Basel.
Papst Clemens XI. ernannte ihn am 26. Januar 1705 zum Titularbischof von Domitiopolis und bestellte ihn zum Weihbischof im Bistum Basel. Die Bischofsweihe spendete ihm am 22. Februar desselben Jahres der Bischof von Basel Wilhelm Jakob Rinck von Baldenstein.
Im Jahr 1714 war er Vertreter der Interessen des Bischofs von Basel bei den Verhandlungen zum Frieden von Baden.